# Champs Blessonniers
 (avril 2012).
Si vous disposez d'ouvrages ou d'articles de référence ou si vous connaissez des sites web de qualité traitant du thème abordé ici, merci de compléter l'article en donnant les références utiles à sa vérifiabilité et en les liant à la section « Notes et références ».
Les Champs Blessonniers sont un quartier de Beaucourt situé dans le Territoire de Belfort.

## Histoire
Créé en 1967, le quartier des Champs Blessonniers s’est urbanisé sur douze ans. Avec ses 326 logements sociaux, il a représenté jusqu’à près de 20 % de la population de Beaucourt. En 1967, la France s’urbanise à grande vitesse et Beaucourt n’échappe pas à la règle. La région embauche dans tous les domaines, la main d’œuvre est recherchée, la création de logements est essentielle. Aux Champs Blessonniers, trois tours de huit étages se construisent soit 87 logements T2 et T4. Trois Tours au cœur des vergers de pommiers, de cerisiers ou de « Blessons », ces petites poires dures avec lesquelles on fabriquait, jadis, de l’eau-de-vie. Ces fruits sont à l'origine de l’appellation du quartier. Le quartier des Champs Blessonniers est, à sa création, un endroit très prisé avec des logements confortables et modernes dans un environnement agréable. De quoi faire venir de nouveaux habitants de l’extérieur, attirés par les « 3 glorieuses de Beaucourt », des tours qui dominent toute l’aire urbaine. Ils viennent alors de tous les horizons culturels et professionnels. Il n’est pas rare qu’un ingénieur ait pour voisin un ouvrier, un enseignant ou un travailleur immigré. La mixité sociale tant recherchée aujourd’hui, est alors une réalité.
Après les trois tours, avec la pression démographique, l’indispensable modernisation de l’habitat français, les constructions vont s’accélérer. Entre 1970 et 1972, quatre « barres » se construisent le long de la rue des frères Berger avec 112 logements dont de nombreux grands logements (T5 et T6) et 64 garages. En 1975, ce sont 22 nouveaux pavillons T5 et T6 qui se dressent impasse des Vergerets. La dernière vague a lieu lors des années 1978-1979 avec la construction de douze petits immeubles cubiques appelés « plots » comprenant douze logements R+3 dont 97 au sud du quartier et 30 au nord. Les premiers habitants des Blessonniers seront donc rapidement rejoints par plus d’un millier de nouveaux arrivants. Le quartier comptera 1264 habitants en 1990. Mais peu à peu, ceux qui le peuvent, partent et parfois construisent ailleurs. Le quartier garde vie et se nourrit de successives vagues d’immigrations. Parallèlement, la récession frappe de plein fouet des populations déjà fragiles et paupérise gravement le quartier. La mixité disparaît. En 2001, 70 % des bénéficiaires de l'Allocations logement et 50 % des bénéficiaires du Revenu minimum d'insertion de Beaucourt habitent aux Champs Blessonniers, quartier qui comprend 18 % de familles monoparentales.
La requalification urbaine et sociale du quartier des Champs Blessonniers s’inscrit dans un processus engagé en 2000 par la signature d’un contrat « site sensible » (2000-2003) passé entre l’État, le Conseil régional de Franche-Comté, le Conseil général du Territoire de Belfort, la Caisse d’Allocation Familiale, Territoire Habitat et la ville de Beaucourt. À cette époque, le quartier des Champs Blessonniers est retenu par l’État comme « Site sensible » du fait de la paupérisation croissante de ses habitants, accompagnée quelquefois de facteurs d’exclusion importants. À la suite de cette signature, plusieurs actions ont été entreprises : deux « barres » et une tour ont été démolies, un terrain multisport a été construit en 2008 ainsi qu'un espace informatique multimédia en 2003. En 2002, afin de mettre en valeur le quartier, la ville décide d'organiser la fête des Champs Blessonniers. Cette fête de quartier se déroule tous les ans au mois de juin. Un Point Information Jeunesse est mis en place par la municipalité en 2004. En 2007, le quartier fête ses 40 ans.